# Врисак у зору
Врисак у зору је 19. епизода стрип серијала Кен Паркер објављена у Лунов магнус стрипу бр. 500. Изашла је у марту 1982. године. Имала је 93 стране и коштала 20 динара (0,95 DEM; 0,46$). Епизоду је нацртао Иво Милацо, а сценарио написао Ђанкарло Берарди. Насловну страну нацртао је Маринко Лебовић. Оригинална епизода објављена је у марту 1979. године под насловом Un uomo inutile (Бескорисни човек). Издавач је била италијанска кућа Cepim. Коштала је 500 лира (0,58 $; 1,12 DEM).

## Кратак садржај
Наредник Меккејб, који је 40 година провео у војној служби, пензионисан је и креће кући из Форт Сила (Оклахома). Командант утврђења га моли да део пута отпрати његову супругу Керол до Вичита Фолса. На путу их нападају Кајове, које су на ратној нози. Цела пратња гине осим наредника Меккејба, а Кајове су заробиле генералову супругу. Меккејба спашава Кен Паркер, који путује са женом и младићем, за које касније сазнаје да превозе оружје за индијанце. Кен помаже Меккејбу да се опорави, али ускоро индијанци и њих заробљавају.
Поглавица Кајова Охијеса узима Керол за другу жену, док Кена и Меккејба оставља као заробљенике. Охијесина прва жена је, међутим, љуборморна на Керол, и током ноћи ослобађа Керол, Кена и Меккејба.
Њих троје беже из логора, али Кајове крећу за њима. Док се бране од напада, Керол се порађа. За то време, Кајове напредују, али коњица у последњем тренутку стиже да их спаси од Кајова.

## Старост и одлазак
Слично као и у ЛМС-449 и ЛМС-460, и ова епизода третира старост и повлачење из заједнице. Цела епизода бави се проблемом одбачености с којом се наредник Меккејб суочио након пензионисања. Он се најпре заварава да ће га командант ипак задржати у служби као цивилног извидника. Када касније упознаје Кена, издире се на њега када сазнаје да је Кен заправо један од три цивилна извидника који је добио посао у Форт Силу. На крају се мири са судбином и прихвата своју нову животну позицију.

## Посвета Џону Форду
Првих 20 страна ове епизоде представљају посвету филмовима Џона Форда Носила је жуту траку (1948) и Рио Гранде (1950), док је завршница посвета филму Три кума (1948).